# Lagerstroemia limii
Lagerstroemia limii är en fackelblomsväxtart som beskrevs av Elmer Drew Merrill. Lagerstroemia limii ingår i släktet Lagerstroemia och familjen fackelblomsväxter. Inga underarter finns listade i Catalogue of Life.